# Майбулак (Толебійський район)
Майбула́к (каз. Майбұлақ) — село у складі Толебійського району Туркестанської області Казахстану. Входить до складу Каратобинського сільського округу.
Населення — 829 осіб (2021; 1047 у 2009, 868 у 1999, 552 у 1989).